# Giulio Pellizzari
Giulio Pellizzari (San Severino Marche, 21 de noviembre de 2003) es un ciclista profesional italiano que compite con el equipo Red Bull-BORA-hansgrohe.

## Trayectoria
Empezó su carrera como profesional en 2022 con el Bardiani-CSF-Faizanè. En 2023 consiguió las primeras victorias de su carrera, el Giro del Medio Brenta y la última etapa del Tour del Porvenir, donde finalizó segundo en la clasificación general. La siguiente temporada participó por primera vez en el Giro de Italia y fue segundo en una etapa. Ese acabó siendo su último año en el equipo antes de unirse en 2025 al Red Bull-BORA-hansgrohe.

## Palmarés
2023
- Giro del Medio Brenta
- 1 etapa del Tour del Porvenir

## Resultados en Grandes Vueltas
| Carrera | Carrera         | 2022 | 2023 | 2024 | 2025 |
| ------- | --------------- | ---- | ---- | ---- | ---- |
|         | Giro de Italia  | —    | —    | 49.º | 6.º  |
|         | Tour de Francia | —    | —    | —    | —    |
|         | Vuelta a España | —    | —    | —    | —    |

―: no participa
Ab.: abandono

## Equipos
- Bardiani-CSF-Faizanè (2022-2024)
  - Bardiani-CSF-Faizanè (2022)
  - Green Project-Bardiani CSF-Faizanè (2023)
  - VF Group Bardiani-CSF Faizanè (2024)
- Red Bull-BORA-hansgrohe (2025-)